# Секс-індустрія

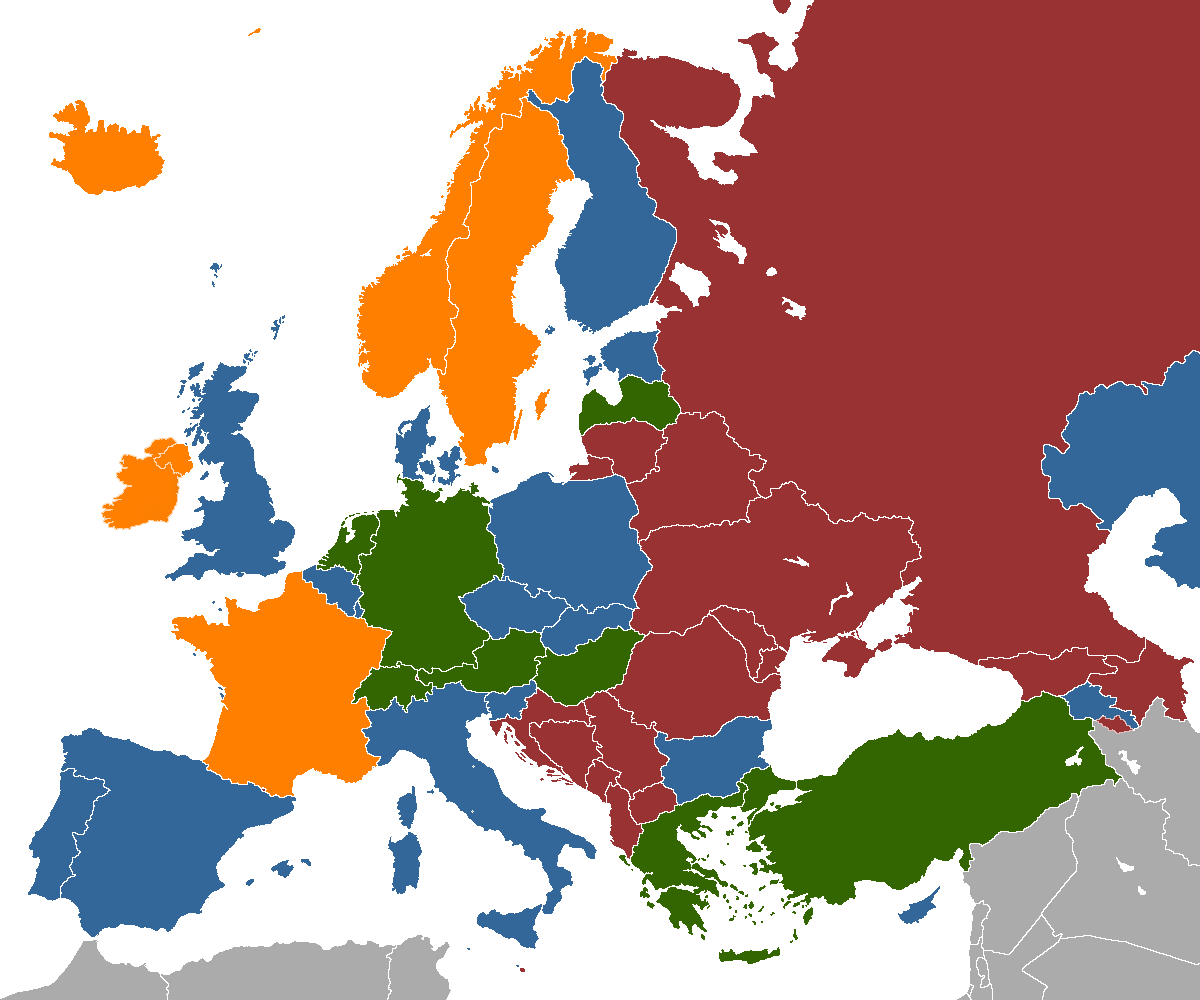
Проституція легальна
Заборонені борделі та сутенерство
Проституція заборонена
Відсутні дані

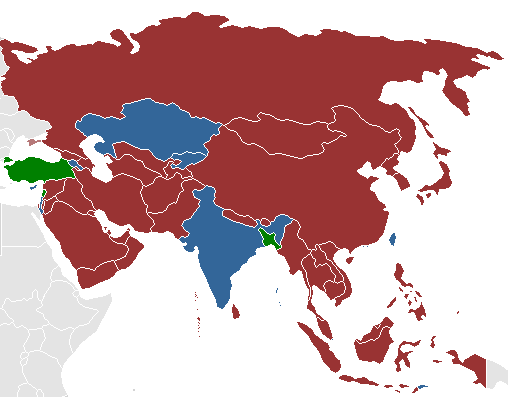
Проституція легальна
Заборонені борделі та сутенерство
Проституція заборонена
Відсутні дані

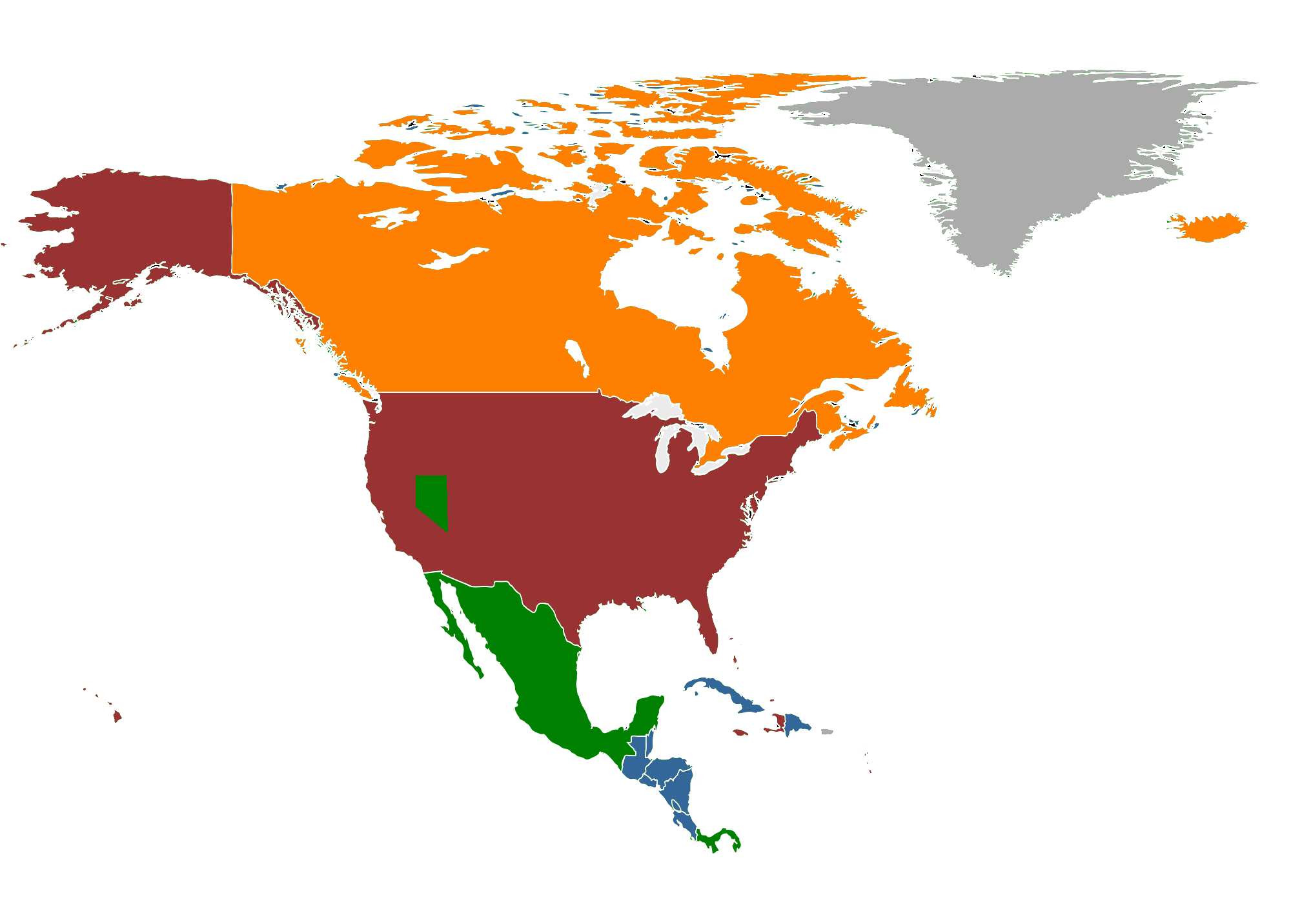
Проституція легальна
Заборонені борделі та сутенерство
Проституція заборонена
Відсутні дані

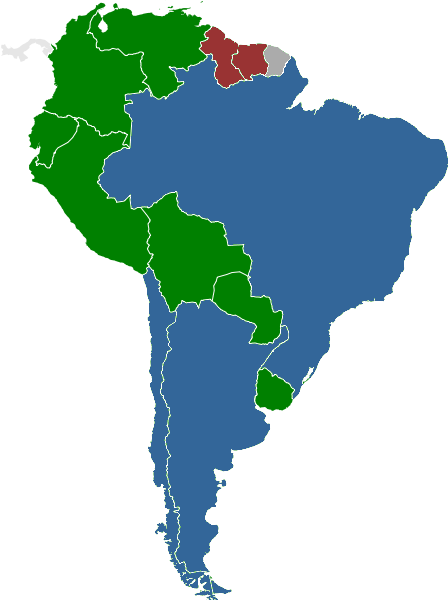
Проституція легальна
Заборонені борделі та сутенерство
Проституція заборонена
Відсутні дані

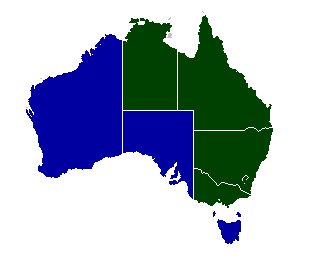
Проституція легальна
Заборонені борделі та сутенерство

Сексінду́стрія — сфера людської діяльності, що охоплює виробництво та реалізацію товарів і послуг сексуального характеру.
Обороти засобів у цій сфері досить великі. У США, наприклад, прибуток сексіндустрії становить близько 13 мільярдів доларів на рік . Значна частина цього прибутку — це кошти отримані від продажу порнофільмів на різних носіях та іншої медіапродукції. У Сполучених Штатах Америки виробництво порнофільмів зосереджено в Лос-Анджелесі. У Європі центром, як порнографічної кінопромисловості, так і секс-індустрії в цілому є Будапешт.

## Учасники
До сексіндустрії залучено багато людей. Секспрацівники можуть бути: повіями, порнографічними акторами, порнографічними моделями, виконавцями сексшоу, еротичними танцюристами, операторами сексу телефоном, чи операторами секс-вебкамер.
Крім того, у сексіндустрії працюють менеджери, фотографи, виробники DVD-дисків тощо. Деякі створюють пресрелізи, торговельний трафік, узгоджують контракти, підтримують сервери, виконують розрахунок заробітної плати тощо. Як правило, ці люди не мають прямого відношення до працівників сексбізнесу, а лише управляють, підтримують її.

## Секстуризм
Зростання секстуризму призвело до зростання сексіндустрії в ряді країн світу. Нелегальний секстуризм, коли туристу пропонуються неповнолітні хлопці та дівчата, має широке поширення в країнах Карибського басейну і Південно-Східної Азії. У деяких місцях секс-індустрія дає істотну частину податкових надходжень до бюджетів. Широко відома гамбурзька зона проституції, в якій обслуговуються клієнти з усього світу.

## Військовий чинник
У географії сексіндустрії не останню роль відіграє близькість військових баз. Вона завжди групувалася ближче до базування великих угруповань збройних сил, тобто ближче до великої кількості чоловіків відчувають постійну сексуальну незадоволеність. Прикладів цьому безліч. У XIX столітті сексіндустрія процвітала в британському військовому порті Портсмуті. У XX столітті, аж до початку 1990-х років, найбільша концентрація борделів на Філіппінах була поблизу американських військових баз. Добре відомий Патпонг, район розваг в столиці Таїланду — Бангкоку, був побудований, як зона відпочинку для американських солдатів, які брали участь на початку 1970-х років у В'єтнамській війні.

## Інтернет
Перші персональні комп'ютери, що могли забезпечити вільний доступ до онлайн-послуг з'явились наприкінці 1980-х-на початку 1990-х років. З кожним роком обсяг еротичного та порнографічного контенту в всесвітній мережі збільшується.